# Kyle Howard
Kyle Alan Howard (Loveland, Colorado, 13 de abril de 1978) es un actor estadounidense.
Howard creció en la ciudad de Loveland, Colorado. Su carrera incluye películas como Arresto domiciliario, junto a Jamie Lee Curtis; Esqueletos, junto a Ron Silver; Orange County; Los hijos del ayer; y La brigada de papel.
- Datos: Q629662